# Éljen D’Artagnan!
Az Éljen D’Artagnan! (eredeti cím: D’Artagnan L’Intrépide) 1974-ben bemutatott brit–francia–olasz rajzfilm, amely Alexandre Dumas A három testőr című regénye alapján készült. Az animációs játékfilm rendezője John Halas, producere Steven Pallos. A forgatókönyvet Howard Clewes és Patrick Wachsberger írta, a zenéjét Michel Polnareff szerezte. A mozifilm a Michelangelo Cinematografica, a Pendennis Films, az Educational Film Centre, a Cristofani Films és a Mothership Studios gyártásában készült. Műfaja kalandfilm.
Németországban 1974. augusztus 15-én, Magyarországon 1985. augusztus 8-án mutatták be a mozikban.

## Szereplők
| Szereplő                           | Eredeti hang      | Magyar hang               |
| ---------------------------------- | ----------------- | ------------------------- |
| D'Artagnan                         | Francis Perrin    | Felföldi László           |
| Uhu bagoly                         | Michel Elias      | Usztics Mátyás            |
| Athos                              | Michel Elias      | Surányi Imre              |
| Porthos                            | Claude Bertrand   | Gálvölgyi János           |
| Aramis                             | Michel Duchaussoy | Dunai Tamás               |
| Richelieu bíboros                  | Philippe Clay     | Velenczey István          |
| Milady                             | Perrette Pradier  | Szakács Eszter            |
| XIII. Lajos király                 | Fred Pasquali     | Makay Sándor              |
| Constance Bonacieux                | Anna Gaylor       | Andai Kati                |
| Rochefort                          | André Valmy       | Horváth László            |
| Ausztriai Anna királyné            | N/A               | Fehér Anna                |
| Gárdisták kapitánya                | N/A               | Csurka László             |
| M. de Tréville                     | N/A               | Képessy József            |
| M. Bonacieux                       | N/A               | Antal László              |
| Richelieu bíboros macskája         | N/A               | Földessy Margit           |
| Disznó                             | N/A               | Czigány Judit             |
| Gerle hölgy                        | N/A               | Bencze Ilona              |
| Angol tábornok                     | N/A               | Buss Gyula                |
| Buckingham herceg                  | N/A               | Straub Dezső              |
| Szolgálólány                       | N/A               | Győri Ilona               |
| Pletykás muskétások Aramis mellett | N/A               | Botár Endre Koroknay Géza |

További magyar hangok: Kiss László, Orosz István, Soós László, Varga T. József

## Betétdalok
Számlista:
| 1.    | Et Hop On Va Tout Changer     | 2:10 |
| 2.    | La Valse                      | 1:55 |
| 3.    | Moog                          | 2:05 |
| 4.    | Menuet De Buckingham          | 1:09 |
| 5.    | Thème Des Trois Mousquetaires | 1:10 |
| 6.    | Thème De Constance            | 1:00 |
| 7.    | Armée Anglaise                | 0:23 |
| 8.    | Menuet Du Roi                 | 1:12 |
| 9.    | Thème Du Roi                  | 0:45 |
| 10.   | Les Méchants                  | 2:34 |
| 11.   | Pour Vivre En Liberté         | 3:30 |
| 12.   | Thème D'Amour De Constance    | 2:00 |
| 13.   | Cavalcade De D'Artagnan       | 2:10 |
| 14.   | La Chouette                   | 0:45 |
| 15.   | La Peur                       | 0:52 |
| 16.   | Thème De D'Artagnan           | 1:16 |
| 17.   | Lever De Soleil               | 0:20 |
| 18.   | Musique De La Mer             | 0:22 |
| 19.   | Thème De La Reine             | 0:45 |
| 20.   | La Chevauchée Et Le Combat    | 3:10 |
| 29:33 |                               |      |